# Nutrição enteral
A Nutrição Enteral ou NE é todo e qualquer "alimento para fins especiais, com ingestão controlada de nutrientes, na forma isolada ou combinada, de composição definida ou estimada, especialmente formulada e elaborada para uso por sondas ou via oral, industrializado ou não, utilizada exclusiva ou parcialmente para substituir ou complementar a alimentação oral em pacientes desnutridos ou não, conforme suas necessidades nutricionais, em regime hospitalar, ambulatorial ou domiciliar, visando a síntese ou manutenção dos tecidos, órgãos ou sistemas".

## Indicações para nutrição enteral em adultos
- AVC
- Doenças Desmielinizantes
- Anorexia Nervosa
- Neoplasia de esôfago
- Perfuração Traumática de esôfago
- Doenças inflamatórias intestinais
- Síndrome do intestino curto
- Fístulas Digestivas
- Queimaduras

## Indicações para NE em crianças
- Tubo gastrointestinal funcionante, mas incapaz de se alimentar VO
- Necessidade de alimentação noturna
- Necessidade de gotejamento contínuo após diarréia grave
- Anorexia
- Estados hipercatabólicos
- Motilidade gástrica prejudicada
- Refluxo gastroesofagiano
- Pneumonia aspirativa

## Contra-indicações
- Obstrução intestinal
- Íleo Paralítico

## Complicações
- Obstrução da sonda
- Lábios rachados
- Saída ou migração acidental da sonda
- Erosões nasais, necrose e abcesso de septo nasal
- Sinusite aguda, rouquidão, otite
- Esofagite, Ulceração esofágica e estenose
- Ruptura de varizes de esôfago
- Fístula traqueo esofágica
- Complicações pulmonares (pneumonia, pneumotórax, etc)

## Vias de acesso
- Nasogástrica
- Nasoenterica: nasoduodenal e nasojejunal
- Faringostomia
- Gastrostomia
- Jejunostomia

## Seleção da via de acesso depende
- Duração prevista da alimentação enteral;
- Grau de risco de aspiração ou deslocamento da sonda;
- Presença ou ausencia de digestão e absorção normais;
- Se uma intervenção cirurgica está ou não planejada (há riscos na intervenção cirurgica?);
- Questões da administração como viscosidade e volume da fórmula;

## Métodos de administração
- Em bolo: Injeção com seringa de 100 a 350 mL da dieta no estômago, de 2 a 6 horas, precedida e seguida por irrigação da sonda enteral, com 20 a 30 mL de água potável;
- Intermitente: Faz uso da força da gravidade com inserção da quantidade/volume de 50 a 500 ml da dieta por meio do gotejamento, de 3 a 6 horas, precedida e seguida por irrigação da sonda enteral com 20 a 30 mL de agua potável;
- Contínua: Utiliza-se uma bomba de infusão e administra-se de 25 a 150 mL/hora, 24 horas, estômago, duodeno ou jejuno. Interrompida de 6 a 8 h para irrigação da sonda enteral com 20 a 30 mL de água potável.